# Specie a rischio
Si definisce specie a rischio, o in via di estinzione, una specie vegetale o animale che, a causa dell'esiguità della popolazione ed in virtù di sopravvenuti mutamenti nel suo habitat usuale, è a rischio di estinzione.

## Definizione del problema
Il fenomeno naturale dell'estinzione di una specie è un fenomeno biologico molto lento. In un ecosistema equilibrato viene compensato dalla comparsa di specie nuove; si tratta quindi di un fenomeno che non impoverisce la varietà degli organismi viventi.
Diversa, e per molti versi allarmante, è invece la situazione creatasi negli ultimi 150 anni, a partire dalla Rivoluzione industriale: molte specie sono scomparse e altre rischiano l'estinzione non in seguito a fattori naturali ma per effetto della pressione dell'uomo sull'ecosistema. Il numero di specie che si sono estinte in questi anni non ha precedenti nella storia biologica. Se la frequenza delle estinzioni dovesse procedere con l'attuale velocità (circa 30.000 specie per anno secondo alcune stime), o se addirittura, come sembra stia avvenendo, dovesse accelerare, il numero delle specie estinte nel prossimo decennio potrebbe eguagliare e superare quello osservato in occasione delle grandi estinzioni di massa, l'ultima delle quali, risalente a 65 milioni di anni fa, provocò la scomparsa dei Dinosauri.
Si teme in sostanza che sia in corso la sesta estinzione di massa nella storia del pianeta. Gli scienziati ritengono inoltre che tutti gli stessi fattori che estinguono gli animali estingueranno lo stesso genere umano.
Secondo i dati della Unione Internazionale per la Conservazione della Natura (IUCN) , un quarto delle specie di mammiferi e un ottavo di quelle di uccelli sono oggi a rischio di estinzione, così come il 25% dei rettili, il 20% degli anfibi e il 30% dei pesci. Tra i paesi in cui vi sono più uccelli e mammiferi minacciati figurano la Cina, il Brasile, l'India e il Perù. La percentuale di specie minacciate è minore negli artropodi, nei molluschi e negli altri gruppi di invertebrati. Gli anfibi soffrono molto i danni all'ambiente e per questo il loro declino è una delle dimostrazioni dell'incapacità del pianeta di mantenere gli attuali livelli di biodiversità.

In tutto il mondo sono in atto numerosi tentativi per cercare di evitare l'estinzione dei nostri parenti più prossimi, le scimmie antropomorfe: secondo le Nazioni Unite, infatti, a Gorilla, Oranghi, Scimpanzé e Bonobo resterebbero pochi decenni prima dell'estinzione, in natura o totale.

## Classificazione delle specie a rischio
La classificazione delle specie in pericolo è fatta dagli esperti IUCN (l'organizzazione che si occupa di catalogare le specie in pericolo) dividendo le specie in 8 gruppi. 6 di essi fanno capire che la specie è molto minacciata:

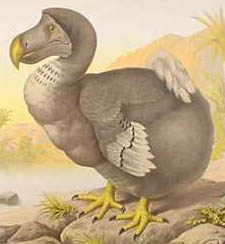
Il Dodo, simbolo stesso dell'estinzione

- Estinto (EX): una specie è estinta quando non si può dubitare che l'ultimo individuo sia morto
  - Probabile estinto (PE): non si avvistano da tempo individui della specie nel suo areale storico (non ufficiale IUCN)

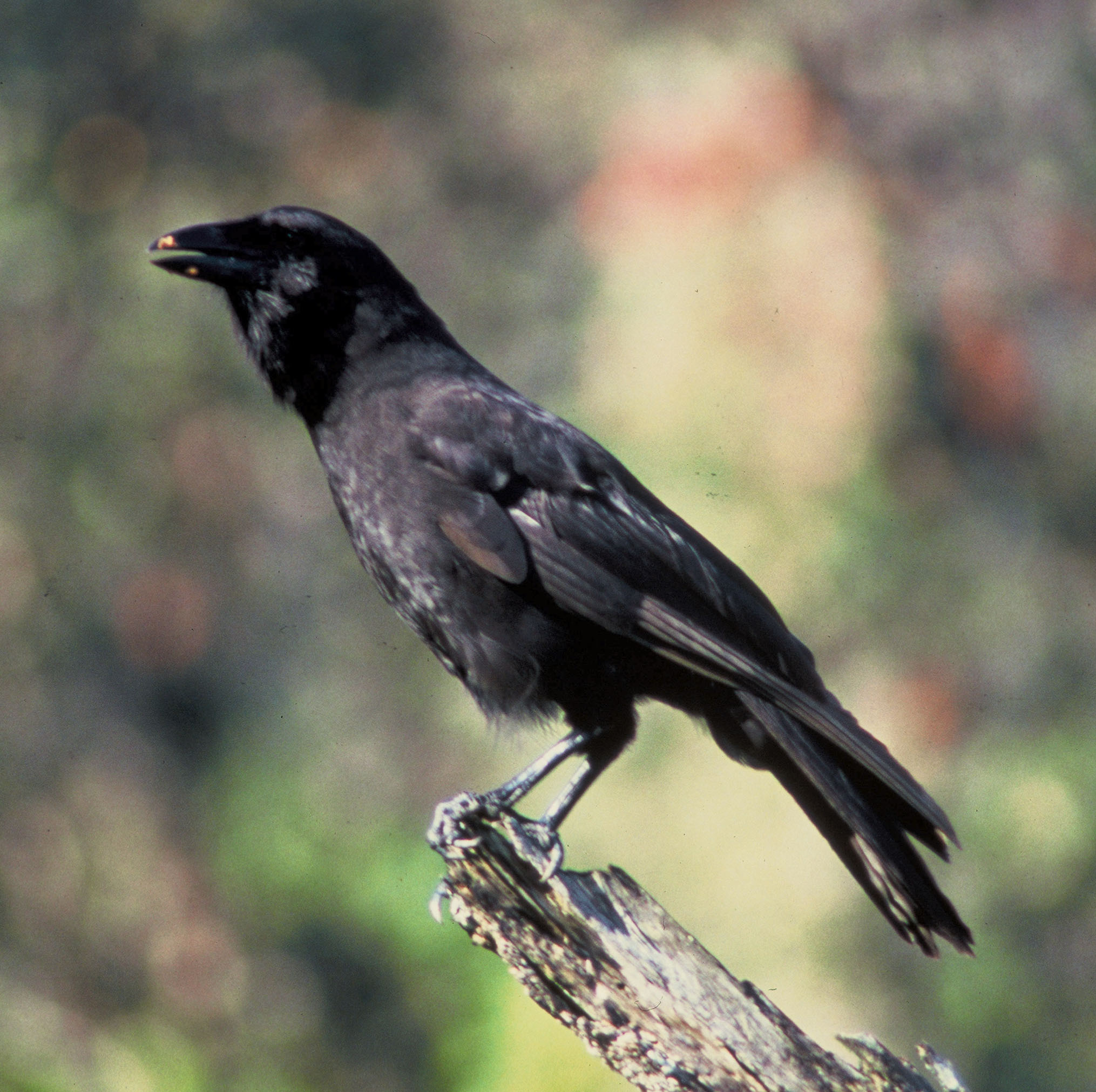
Corvo delle Hawaii (Corvus hawaiiensis), specie estinta in natura

- Estinto in natura (EW): una specie è estinta in natura quando sopravvive solo con individui coltivati (vegetali), allevati in cattività o con popolazioni al di fuori dell'areale originale.

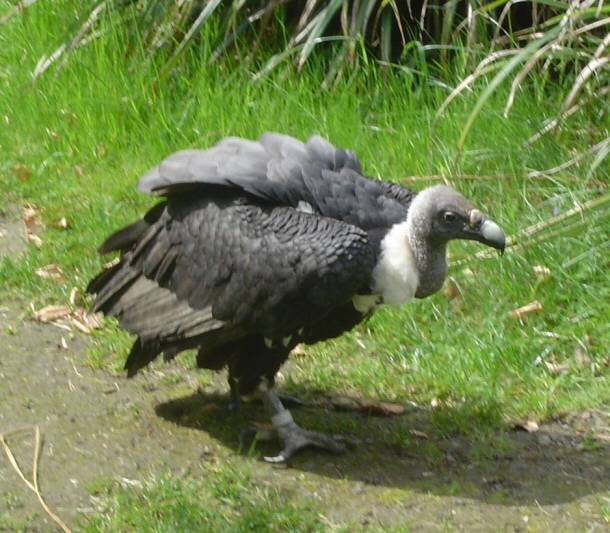
Grifone del Bengala (Gyps bengalensis), una specie in pericolo critico

- In pericolo critico (CR): una specie è in pericolo critico quando uno dei seguenti criteri è soddisfatto:
  - Riduzione significativa della specie (nell'ordine dell'80%)
  - Distribuzione del 1600 ridotta di più dell'85% o con pochissimi (2-5) nuclei all'interno dell'areale originario tutti a potenziale rischio di estinzione
  - Consistenza della popolazione inferiore a 250 individui adulti ma fortemente fluttuante o in rapido declino
  - Consistenza della popolazione inferiore a 100 individui adulti
  - Probabilità di estinzione del 50% nelle prossime tre generazioni.
- In pericolo (EN) una specie è in pericolo quando uno dei seguenti criteri è soddisfatto:
  - Riduzione della specie del 55-79%
  - Distribuzione del 1600 ridotta del 50-84% o con pochi gruppi (6-10) tutti a rischio di estinzione
  - Consistenza della popolazione inferiore ai 2500 individui ma fortemente fluttuante o in rapido declino
  - Popolazione al di sotto dei 1000 individui maturi
  - Probabilità di estinzione del 20% nelle prossime cinque generazioni.

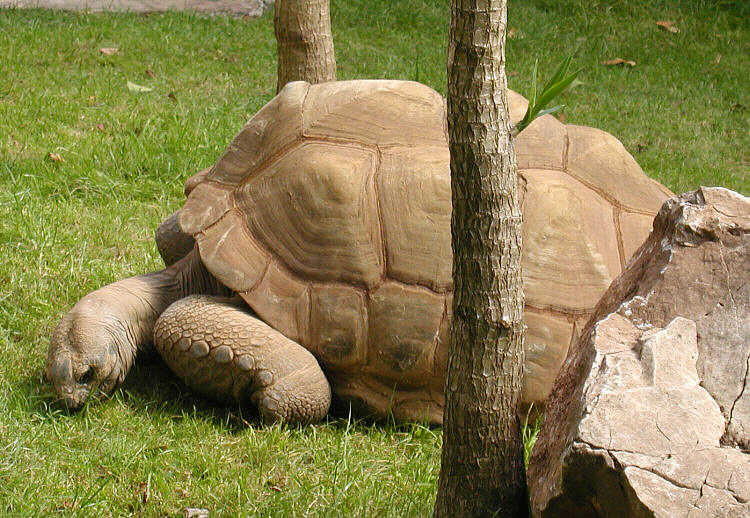
Tartaruga gigante di Aldabra (Geochelone gigantea), una specie vulnerabile

- Vulnerabile (VU) Una specie è vulnerabile quando uno dei seguenti criteri è soddisfatto:
  - Riduzione della specie del 25-54%
  - Distribuzione del 1600 ridotta del 40% circa
  - Consistenza della popolazione inferiore agli 11000 individui ma fortemente fluttuante o in rapido declino
  - Popolazione al di sotto dei 2500 individui maturi
  - Probabilità di estinzione del 10% nei prossimi 100 anni.

## Elenco di animali minacciati
Questo è un parziale elenco degli animali minacciati.

### Mammiferi minacciati

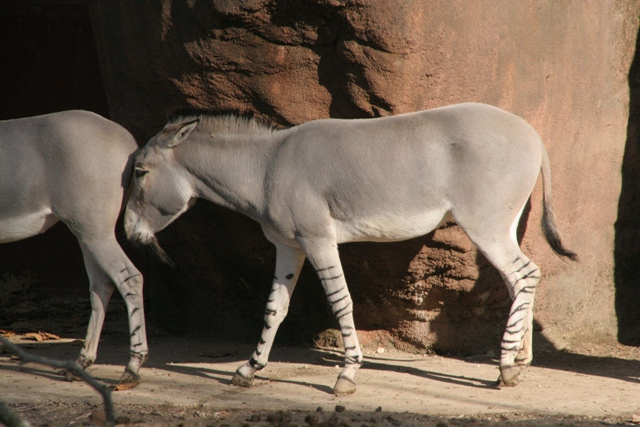
Asino selvatico africano

#### Specie in pericolo critico o già estinte in natura
| Nome scientifico          | Nome comune                                                  |
| ------------------------- | ------------------------------------------------------------ |
| Abrocoma boliviensis      | Ratto Cincillà Boliviano                                     |
| Aproteles bulmerae        | Pipistrello frugivoro di Bulmer                              |
| Canis lupus arabs         | Lupo arabo                                                   |
| Canis lupus baileyi       | Lupo messicano                                               |
| Canis rufus               | Lupo rosso                                                   |
| Chimarrogale sumatrana    | Toporagno d'acqua di Sumatra                                 |
| Chlorotalpa tytonis       | Talpa dorata somala                                          |
| Chrysochloris visagiei    | Talpa dorata di Visagie                                      |
| Coleura seychellensis     | Pipistrello delle Seychelles                                 |
| Crocidura harenna         | Crocidura di Harenna                                         |
| Crocidura negrina         | Crocidura di Negros                                          |
| Crocidura wimmeri         | Crocidura di Wimmer                                          |
| Cryptochloris zyli        | Talpa dorata di Van Zyl                                      |
| Diceros bicornis          | Rinoceronte nero                                             |
| Dicerorhinus sumatrensis  | Rinoceronte di Sumatra                                       |
| Euroscaptor parvidens     | Talpa dai piccoli denti                                      |
| Equus africanus           | Asino selvatico africano                                     |
| Equus przewalskii         | Cavallo di Przewalski                                        |
|                           |                                                              |
| Hipposideros lamottei     | Pipistrello di Lamotte                                       |
| Hipposideros nequam       | Pipistrello malese                                           |
| Hylomys parvus            | Gimnuro nano                                                 |
| Lipotes vexillifer        | Lipote                                                       |
|                           |                                                              |
| Microgale dryas           | Tenrec toporagno driade                                      |
| Murina grisea             | Pipistrello dal naso a tubo di Peters                        |
| Murina tenebrosa          | Pipistrello dal naso a tubo tenebroso                        |
| Myosorex eisentrauti      | Toporagno di Eisentraut                                      |
| Myosorex rumpii           | Toporagno delle Rumpi                                        |
| Myotis cobanensis         | Vespirtilio del Guatemala                                    |
| Myotis planiceps          | Vespirtilio testa piatta                                     |
| Nyctimene rabori          | Pipistrello della frutta dalle narici a tubo delle Filippine |
| Otomops wroughtoni        | Pipistrello dalle dita libere di Wroughton                   |
|                           |                                                              |
| Paracoelops megalotis     | Pipistrello vietnamita                                       |
| Pharotis imogene          | Pipistrello dalle grandi orecchie della Nuova Guinea         |
|                           |                                                              |
|                           |                                                              |
| Pteralopex acrodonta      | Pipistrello dalla faccia di scimmia delle Figi               |
| Pteralopex anceps         | Volpe volante dal muso di scimmia di Bougainville            |
| Pteralopex atrata         | Volpe volante dal muso di scimmia di Guadalcanal             |
| Pteralopex pulchra        | Pipistrello dalla faccia di scimmia delle isole Salomone     |
| Pteropus aldabrensis      | Volpe volante di Aldabra                                     |
| Pteropus insularis        | Volpe volante di Chuuk                                       |
| Pteropus livingstonii     | Volpe volante di Livingstone                                 |
| Pteropus molossinus       | Volpe volante di Pohnpei                                     |
| Pteropus phaecocephalus   | Volpe volante di Mortlock                                    |
| Pteropus pselaphon        | Volpe volante delle Bonin                                    |
| Pteropus rodricensis      | Volpe volante di Rodrigues                                   |
| Rhinoceros sondaicus      | Rinoceronte di Giava                                         |
| Rhinolophus convexus      | Pipistrello ferro di cavallo di Convex                       |
| Rhinolophus hilli         | Rinolofo di Imaizumi                                         |
| Saiga tatarica            | Saiga                                                        |
| Scotophilus borbonicus    | Pipistrello giallo minore                                    |
| Solenodon cubanus         | Solenodonte di Cuba                                          |
| Sorex cansulus            | Toporagno del Gansu                                          |
| Sorex kozlovi             | Toporagno di Kozlov                                          |
| Soriculus salenskii       | Toporagno di Salenski                                        |
| Suncus ater               | Toporagno nero                                               |
| Suncus mertensi           | Toporagno dei fiori                                          |
| Talpa streeti             | Talpa persiana                                               |
| Taphozous troughtoni      | Pipistrello delle tombe di Troughton                         |
| Ursus arctos californicus | Grizzly della California, estinto dal 1922                   |
| Ursus arctos marsicanus   | Orso bruno marsicano                                         |

#### Specie in pericolo

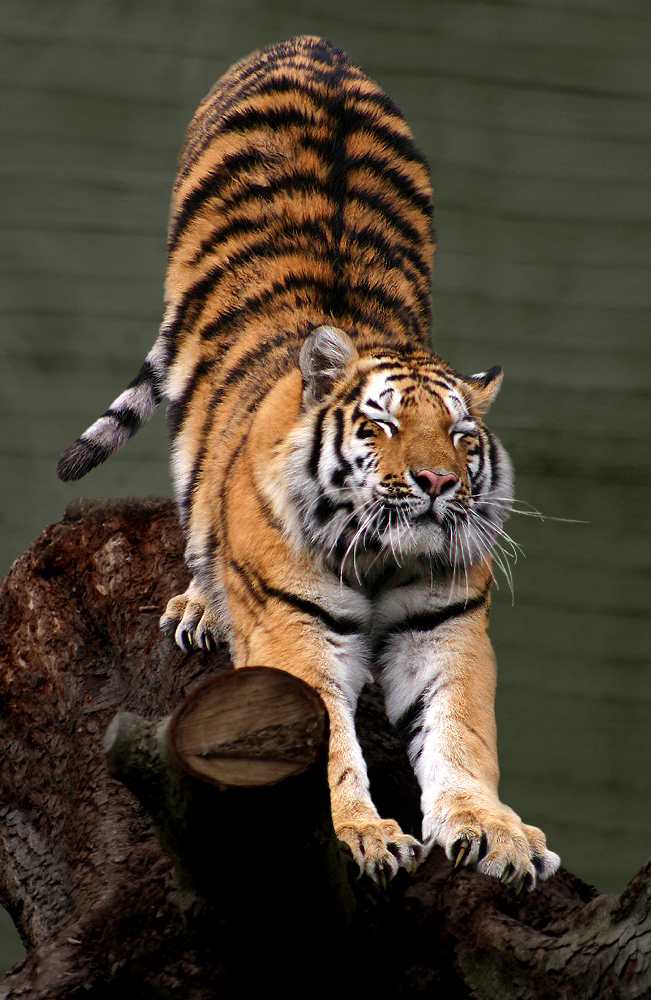
Panthera tigris altaica, Tigre della Siberia, il più grande felino del mondo. La tigre stessa è molto minacciata.

- Panda rosso/Panda minore, Ailurus fulgens
- Elefante asiatico, Elephas maximus
- Aye-Aye, Daubentonia madagascariensis
- Banteng, Bos javanicus
- Balenottera azzurra, Balaenoptera musculus
- Bonobo, Pan paniscus
- Scimpanzé, Pan troglodytes
- Sifaka coronato, Propithecus diadema
- Balenottera comune, Balaenoptera physalus
- Elefante delle foreste, Loxodonta cyclotis
- Lupo dei boschi, Canis lupus lycaon
- Lupo delle Great Plains, Canis lupus nubilus
- Lupo indiano, Canis lupus pallipes
- Zebra di Grevy, Equus grevyi
- Zebra di montagna, Equus zebra
- Tapiro di Baird, Tapirus bairdii
- Tigre, Panthera tigris
- Volpe volante dal capo dorato, Acerodon jubatus
- Tapiro dalla gualdrappa, Tapirus indicus
- Tapiro di montagna, Tapirus pinchaque
- Tapiro del Brasile, Tapirus terrestris
- Drillo, Mandrillus leucophaeus
- Cercopiteco Diana, Cercopithecus diana
- Gibbone Hulock, Hylobates hulock
- Furetto piedi-neri, Mustela nigripes
- Markhor, Capra falconeri
- Licaone, Lycaon pictus
- Fagiano di Edwards, lophura edwardsi
- Giraffa di Rothschild, Giraffa camelopardalis rothschildi

#### Specie vulnerabili
- Babbuino gelada, Theropithecus gelada
- Bisonte europeo, Bison bonasus
- Delfino di fiume di Irrawaddy, Orcaella brevirostris
- Ghepardo, Acinonyx jubatus
- Mandrillo, Mandrillus sphinx
- Kiang, Equus kiang
- Leone, Panthera leo
- Leopardo delle nevi, Panthera uncia
- Lince pardina, Lynx pardinus
- Panda gigante, Ailuropoda melanoleuca
- Pangolino gigante, Manis gigantea
- Pipistrello dalla coda corta della Nuova Zelanda minore, Mystacina tubercolata

### Uccelli minacciati

#### Specie in pericolo critico o estinte in natura

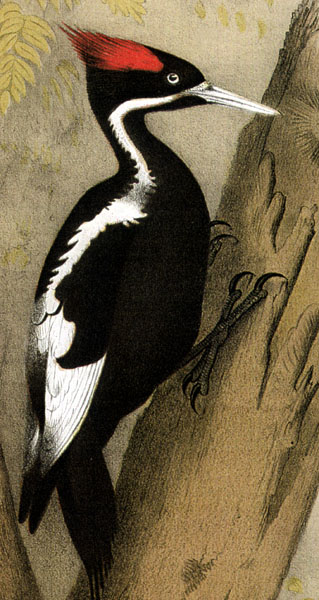
Picchio dal becco d'avorio

- Corvo delle Hawaii, Corvus hawaiiensis
- Petrello della Nuova Zelanda, Oceanites maorianus, riscoperto nel 2003
- Picchio dal becco d'avorio, Campephilus principalis
- Picchio imperiale, Campephilus imperialis
- Monarca di Fatu Hiva, Pomarea whitneyi
- Petrello nero delle Mascarene, Pseudobulweria aterrima
- Sula di Tasmania, Sula tasmani
- Grifone del Bengala, Gyps bengalensis
- Condor della California, Gymnogyps californianus
- Tordo grande di Kauai, Myadestes myadestinus
- Aquila delle Filippine o Aquila delle Scimmie, Pithecophaga jefferyi
- Albatro marezzato,  Phoebastria irrorata

#### Specie in pericolo

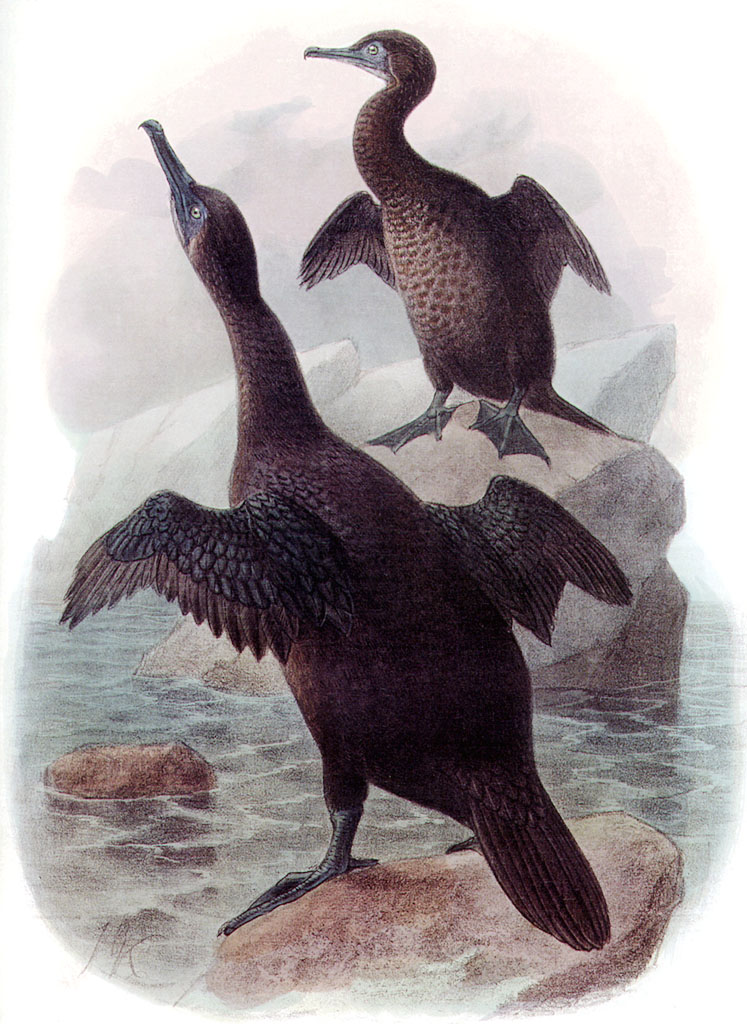
Cormorano delle Isole Galapagos

- Parrocchetto notturno, Pezoporus occidentalis
- Sula di Abbott, Sula abbotti
- Pinguino crestato maggiore, Eudyptes sclateri
- Pinguino degli Antipodi, Megadyptes antipodes
- Pinguino delle Galapagos, Spheniscus mendiculus
- Takahè, Porphyrio hochstetteri
- Chasiempis sandwichensis
- Petrello di Madera, Pterodroma madeira
- Petrello di Brau, Pterodroma baraui
- Petrello di Phoenix, Pterodroma alba
- Cormorano delle Galapagos, Phalacrocorax harrisi
- Albatro fuligginoso, Phoebetria fusca
- Cormorano di riva africano, Phalacrocorax neglectus
- Aquila delle steppe, Aquila nipalensis

#### Specie vulnerabili
- Kiwi australe o Kiwi bruno, Apteryx australis
- Tinamo nano, Taoniscus nanus
- Gufastore di Christmas, Ninox natalis
- Kiwi maculato minore, Apteryx owenii
- Kiwi maculato maggiore, Apteryx haastii
- Casuario uniappendicolato, Casuarius unappendiculatus
- Otarda, Otis tarda
- Fagiano di Reeves, Syrmaticus reevesii
- Pinguino saltarocce, Eudyptes chrysocome
- Eudipte beccogrosso, Eudyptes pachyrhynchus
- Pinguino delle Snares, Eudyptes robustus
- Eudipte della Nuova Zelanda, Eudyptes schlegeli
- Pinguino dalla fronte dorata, Eudyptes chrysolophus
- Pinguino di Humbdolt, Spheniscus humboldti
- Pigliamosche inquieto, Myiagra inquieta
- Tinamo del Chocò, Crypturellus kerriae
- Albatro urlatore, Diomedea exulans
- Albatro codacorta, Phoebastria albatrus
- Albatro piedineri, Phoebastria nigripes
- Albatro testagrigia, Thalassarche chrysostoma
- Albatro di Buller, Thalassarche bulleri
- Tuffetto del Madagascar, Tachybaptus pelzelnii
- Cormorano del Capo, Phalacrocorax capensis
- Cormorano di Socotra, Phalacrocorax nigrogularis
- Aquila imperiale iberica, Aquila adalberti
- Aquila imperiale, Aquila heliaca

### Rettili minacciati

#### Specie in pericolo critico o estinte in natura

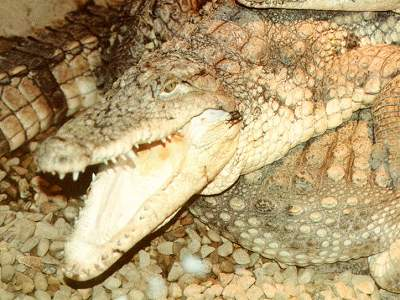
Coccodrillo di Cuba

- Lucertola delle Eolie, Podarcis raffonei
- Tartaruga embricata, Eretmochelys imbricata
- Coccodrillo dell'Orinoco, Crocodylus intermedius
- Coccodrillo delle Filippine, Crocodylus mindorensis
- Coccodrillo siamese, Crocodylus siamensis
- Alligatore cinese, Alligator sinensis
- Testuggine raggiata, Astrochelys radiata
- Tartaruga di Kemp, Lepidochelys kempii
- Coccodrillo di Cuba, Crocodylus rhombifer
- Gaviale, Gavialis gangeticus
- Tartaruga dell’isola Pinta, Chelonoidis abingdonii
- Iguana di Navassa, Cyclura cornuta onchiopsis
- Tartaruga dal guscio molle di Cuatrociénegas, Apalone spinifera atra

#### Specie in pericolo
- Tartaruga verde o franca, Chelonia mydas
- Tartaruga olivacea, Lepidochelys olivacea
- Tartaruga a dorso piatto, Natator depressus
- Tomistoma o falso gaviale, Tomistoma schlegelii

#### Specie vulnerabili
- Caretta, Caretta caretta
- Tartaruga liuto, Dermochelys coriacea
- Tartaruga gigante delle Galapagos, Geochelone nigra
- Tartaruga gigante di Aldabra, Geochelone gigantea
- Coccodrillo americano o acuto, Crocodylus acutus
- Coccodrillo mugger o palustre, Crocodylus palustris

### Anfibi minacciati

#### Specie in pericolo critico

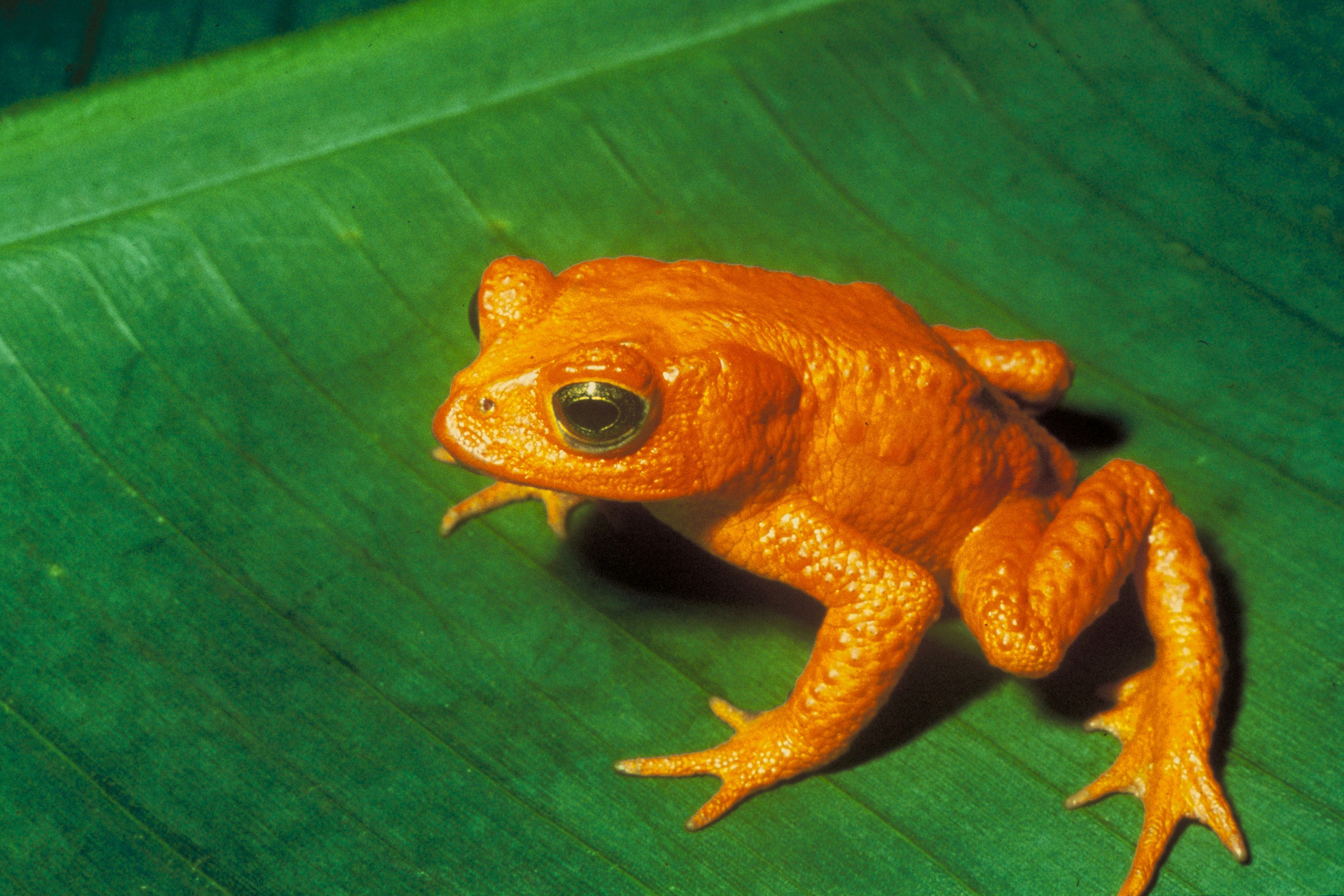
Rospo dorato

- Ambystoma mexicanum, comunemente chiamato Axolotl
- Rospo dorato, Incilius periglenes, probabilmente estinto dal 1989
- Philoria frosti
- Pseudophryne corroboree
- Pseudophryne pengilleyi
- Nimbaphrynoides occidentalis
- Rana muscosa
- Salamandra di amji
- Speleomantes supramontis, geotritone del Supramonte

#### Specie in pericolo
- Telmatobius arequipensis
- Telmatobius atacamensis
- Telmatobius atahualpai
- Telmatobius brevipes
- Bufo californicus
- Eurycea sosorum
- Salamandra della California, Ambystoma californiense
- Batrachoseps aridus
- Proteo, Proteus anguinus
- Ambystoma macrodactylum croceum
- Plethodon shenandoah
- Ambystoma tigrinum stebbinsi
- Eurycea rathbuni
- Rospo del Wyoming, Bufo baxteri
- Telmatobius wiegmann
- Rospo di Houston, Bufo houstonensis
- Speleomantes ambrosii, geotritone di Ambrosi
- Speleomantes flavus, geotritone del Monte Albo
- Speleomantes genei (Temminck et Schlegel, 1838), geotritone dell'Iglesiante
- Speleomantes imperialis, geotritone imperiale
- Speleomantes italicus, geotritone italico
- Speleomantes strinatii, geotritone di Strinat

#### Specie vulnerabili
- Rana muscosa
- Salamandra lanzai

### Pesci minacciati

#### Specie in pericolo critico
- Scleropages formosus
- Chasmistes liorus
- Storione, Acipenser sturio
- Storione beluga, Huso huso
- Speoplatyrhinus poulsoni

#### Specie in pericolo
- Storione del Baikal, Acipenser baerii baicalensis
- Scaphirhynchus albus
- Squalo balena, Rhincodon typus

#### Specie vulnerabili
- Squalo bianco, Carcharodon carcharias
- Squalo toro, Carcharias taurus
- Moapa coriacea
- Scaphirhynchus platorynchus

### Invertebrati minacciati
- Palaemonias alabamae
- Rhaphiomidas terminatus abdominalis
- Palaemonias ganteri
- Incisalia mossii bayensis
- Microhexura montivaga
- Aragosta gigante di acqua dolce, Astacopsis gouldi
- Neoleptoneta myopica
- Gambero di fiume europeo, Austropotamobius pallipes

## Controversie
Una specie è controversa quando la sua posizione è incerta: il suo stato di conservazione la fa rientrare tra le specie minacciate ma le conoscenze sulla specie sono frammentarie e servono ricerche sul campo. Ad esempio, si può scoprire che la specie ha un areale più ampio ma si può scoprire che è scomparsa dal suo areale storico. Un famoso esempio è la quaglia dell'Himalaya (Ophrysia superciliosa), storicamente diffusa nel nord dell'India himalayano, ma non più avvistata in essa dal 1996 o il rospo dorato (Incilius periglenes), non più avvistato nella foresta costaricana in cui viveva, dal 1989. Per considerare queste specie si usa lo status Probabilmente Estinto (PE)

## Organizzazioni internazionali
Le organizzazioni internazionali hanno elaborato dei progetti per la salvaguardia dell'ambiente. Ecco alcune organizzazioni:
- IUCN (1948): (Unione Internazionale per la Conservazione della Natura) L'Unione Internazionale per la Conservazione della Natura, meglio conosciuta con il suo acronimo IUCN, è una organizzazione non governativa (ONG) internazionale con sede in Svizzera.
- WWF (1962): (World Wide Fund for Nature), spesso abbreviato in World Wildlife Fund (Fondo Mondiale per la Fauna) o con l'acronimo WWF, è un'organizzazione internazionale non governativa di protezione ambientale con sede nella città di Gland (Svizzera).
- UNEP (1972): (United Nations Environment Programme) L’UNEP, con sede a Nairobi (Kenya), opera in coordinamento con programmi e agenzie delle Nazioni Unite, con altre organizzazioni internazionali, con gli Stati nazionali, con Organizzazioni Non Governative (ONG) e con esponenti del settore privato e della società civile
- CITES (1973): (Convention on International Trade in Endangered Species of wild fauna and flora) è una convenzione internazionale firmata a Washington nel 1973. Ha lo scopo di regolamentare il commercio internazionale di fauna e flora selvatiche in pericolo di estinzione.